# Hintsa FC
Hintsa Football Club  w skrócie Hintsa FC – erytrejski klub piłkarski z siedzibą w Asmarze, występujący niegdyś w pierwszej lidze erytrejskiej.

## Sukcesy
- I liga[1]:
  - mistrzostwo (1): 2001.

## Występy w afrykańskich pucharach
| Sezon | Rozgrywki                 | Runda   | Kraj   | Klub        | Dom | Wyjazd | Dwumecz |
| ----- | ------------------------- | ------- | ------ | ----------- | --- | ------ | ------- |
| 1999  | Puchar Zdobywców Pucharów | wstępna | Malawi | Big Bullets | 1–0 | 2–4    | 3–4     |
| 2002  | Liga Mistrzów             | wstępna | Rwanda | APR FC      | 1–0 | 0–4    | 1–4     |

## Stadion
Domowe mecze klub rozgrywa na stadionie o nazwie Cicero Stadium w Asmarze, który może pomieścić 10000 widzów.